# Titularbistum Maronea
Maronea (ital.: Maronia) ist ein Titularbistum der römisch-katholischen Kirche.
Es geht zurück auf ein früheres Bistum der antiken Stadt Maroneia in der römischen Provinz Thracia bzw. in der Spätantike Rhodope (heute in Rodopi, Griechenland).
| Titularerzbischöfe von Maronea |                           | |                   |                   |
| Nr.                            | Name                      | Amt | von               | bis               |
| 1                              | Jacinto Minuarte          | Weihbischof in Valencia (Spanien) | 8. August 1639    | 31. August 1658   |
| 2                              | José Barbera              | Weihbischof in Valencia (Spanien) | 5. September 1661 |                   |
| 3                              | José Mora                 | Weihbischof in Tarragona (Spanien) | 20. Dezember 1683 |                   |
| 4                              | Dominik Sienieński        | Weihbischof in Gniezno (Polen) | 15. November 1728 | 1743              |
| 5                              | John MacHale              | Koadjutorbischof von Killala (Vereinigtes Königreich Großbritannien und Irland)                                                                                                  | 8. März 1825      | 27. Mai 1834      |
| 6                              | Jean-Baptiste Pompallier  | Apostolischer Vikar von West-Ozeanien Apostolischer Vikar von Neuseeland Apostolischer Vikar von Auckland (Ozeanien/Neuseeland)                                                  | 13. Mai 1836      | 3. Juli 1860      |
| 7                              | Karl Pooten               | Apostolischer Administrator von Bar (Montenegro) | 23. Februar 1844  | 31. August 1855   |
| 8                              | Athanase Khouzan          | Apostolischer Vikar von Alexandria (Ägypten) | 2. Oktober 1855   | 17. Februar 1864  |
| 9                              | Zaccaria Fanciulli OFMCap | Apostolischer Koadjutordelegat in Mesopotamien, Kurdistan, Kleinarmenien und das Perserreich Apostolischer Delegat in Mesopotamien, Kurdistan, Kleinarmenien und das Perserreich | 21. November 1871 | 4. November 1873  |
| 10                             | John Ireland              | Apostolischer Vikar von Nebraska Koadjutorbischof von Saint Paul (USA) | 12. Februar 1875  | 31. Juli 1884     |
| 11                             | Dominic Manucy            | Apostolischer Vikar von Brownsville (USA) | 10. Februar 1885  | 4. Dezember 1885  |
| 12                             | Filippo Perlo IMC         | Apostolischer Vikar von Kenia Generalsuperior der Consolata-Missionare (Kenia/Italien)                                                                                           | 15. Juli 1909     | 4. November 1948  |
| 13                             | Franz Jáchym              | Koadjutorerzbischof von Wien (Österreich) | 23. Januar 1950   | 29. November 1984 |